# مقاطعة ستوبين (إنديانا)
مقاطعة ستوبين (بالإنجليزية: Steuben County, Indiana)‏ هي إحدى مقاطعات ولاية إنديانا في الولايات المتحدة. تأسست سنة 1837، بلغ عدد سكانها 34185 نسمة في عام 2010 حسب إحصاء مكتب تعداد الولايات المتحدة وتصل الكثافة السكانية فيها 42.75 نسمة/كم2.

## وصلات خارجية
- United States Counties